# Рисове молоко

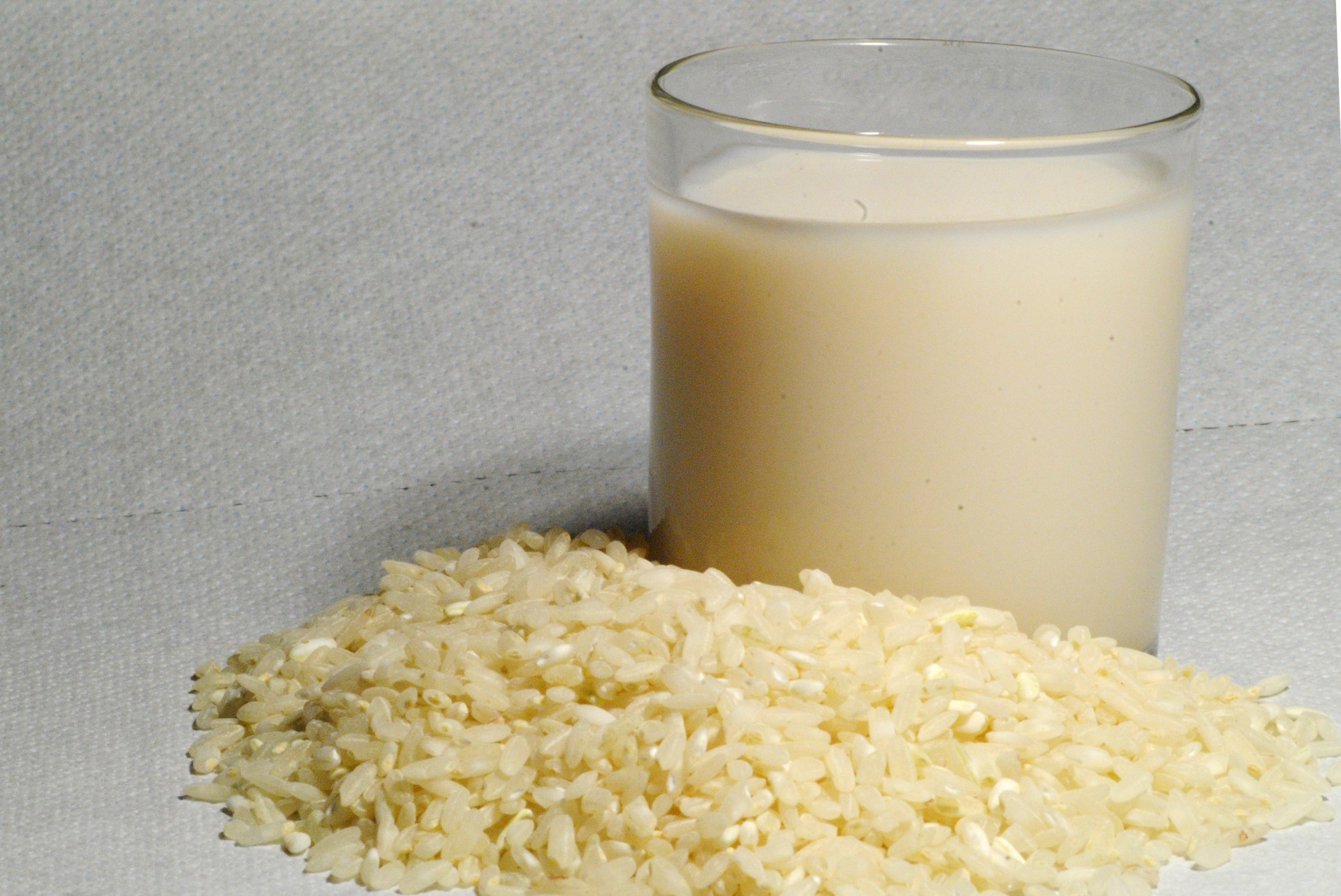
Рисове молоко

Рисове молоко — це рослинне молоко з рису. Комерційне рисове молоко зазвичай виготовляється з використанням коричневого рису та сиропу коричневого рису, і може бути підсолодженим за допомогою цукру або цукрозамінників та ароматизоване, наприклад, ваніллю. Його зазвичай збагачують білками та мікронутрієнтами, такими як вітамін В12, кальцій, залізо або вітамін D.

## Порівняння з коров'ячим молоком
У порівнянні з коров'ячим молоком рисове молоко містить більше вуглеводів (9 % проти 5 %), але не містить значної кількості кальцію або білка, а також не містить холестерину чи лактози. Комерційні марки рисового молока часто збагачені вітамінами та мінералами, включаючи кальцій, вітамін В12, вітамін В3 та залізо. Рисове молоко має глікемічний індекс 86 порівняно з 37 для знежиреного молока та 39 для незбираного молока.
Рисове молоко є найменш алергенним серед рослинного молока і його можуть вживати люди, які мають непереносність лактози, алергію на сою чи молоко. Воно також використовується як молочний замінник веганами.

## Комерційні марки
Комерційні марки рисового молока випускаються з різними ароматизаторами, такими як ваніль, а також не ароматизовані, і їх можна використовувати в багатьох рецептах як альтернативу традиційному коров'ячому молоку.

## Підготовка
Рисове молоко виробляється комерційно шляхом віджимання рису у млині подрібнення з подальшим фільтруванням і змішуванням у воді. Це може бути зроблено в домашніх умовах, використовуючи рисове борошно та білок коричневого рису, або кип'ятінням коричневого рису з великим об'ємом води, змішуючи та фільтруючи суміш.

## Екологічні стурбованості
Рисові поля потребують значних водних ресурсів і можуть дати можливість добривам та пестицидам мігрувати у суміжні водні шляхи. Бактерії, що мешкають в рисових рисах, виділяють метан в атмосферу, виділяючи цей парниковий газ у кількостях, більших, ніж інше рослинне молоко.
Для виробництва рисового молока використовується менше води, ніж коров'ячого та мигдалевого молока, але значно більше, ніж соєвого або вівсяного молока.

## Галерея

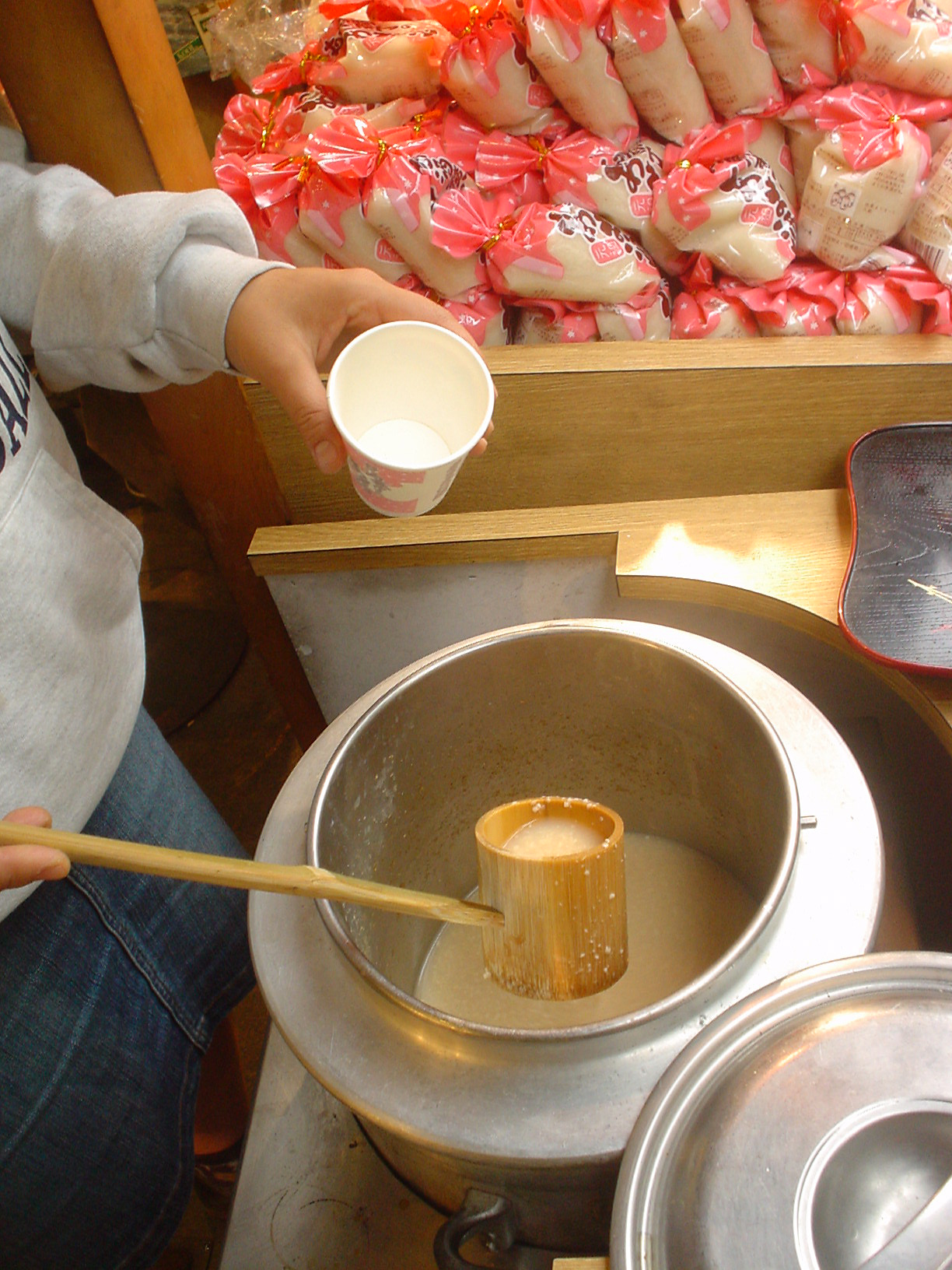
Амазаке, японське ферментоване рисове молоко, що подається ополоником
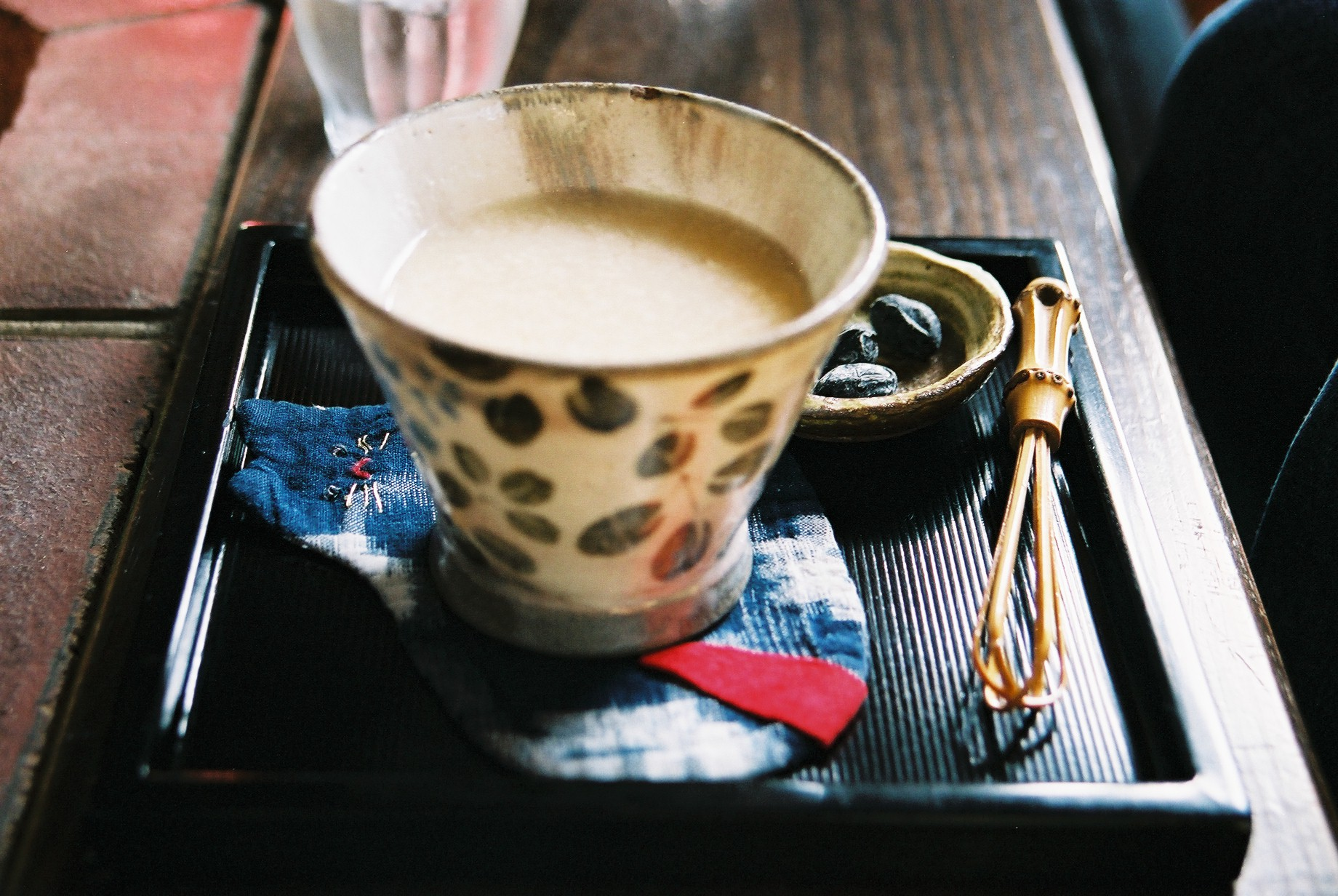
Чашка амазаке